# Century Media
Century Media Records este o casă de discuri heavy metal cu birouri în Germania, Statele Unite și Regatul Unit. În august 2015, Century Media a fost achiziționată de Sony Music pentru 17 milioane de $.